# ボドム湖殺人事件
ボドム湖殺人事件（ボドムこさつじんじけん、フィンランド語: Bodominjärven murhat、スウェーデン語: Bodommorden）は、1960年にフィンランドで起こった未解決の殺人事件。
事件発生から半世紀以上にわたり、新しい情報や見解がメディアで取り上げられ、その度に国民の注目を集めている有名な事件。

## 事件の概要
首都ヘルシンキから西に約22キロメートル離れたエスポー近くにあるボドム湖で起こった。1960年6月5日早朝（午前4時から午前6時にかけて）、湖畔にキャンプしにきていた4人の若者達が何者かにナイフと鈍器で襲われ、3名が死亡、1名が重傷を負った。

### 被害者
- マイラ・イルメリ・ビョルクルント（Maila Irmeli Björklund） - 当時15歳。ナイフによる刺し傷と鈍器による撲殺。
- アニャ・トゥーリッキ・マキ（Anja Tuulikki Mäki） - 当時15歳。ナイフによる刺し傷と鈍器による撲殺。
- セッポ・アンテロ・ボイスマン（Seppo Antero Boisman） - 当時18歳。ナイフによる刺し傷と鈍器による撲殺。
- ニールス・ヴィルヘルム・グスタフソン（Nils Wilhelm Gustafsson） - 当時18歳。唯一の生存者。顔面を殴られ、顎と顔の骨を折る。

## 事件経過

### コンビニ店員の自殺
事件から約12年後の1972年6月、ある男が自殺する。彼はその遺書の中で自らがボドム湖殺人事件の犯人であると認めた。彼は湖近くのコンビニに勤務し、被害者達にレモネードを販売していた。また、彼は湖でキャンプをする者たちを良く思っていないことで知られていた。しかし、警察は彼が犯人であることを否定した（警察の捜査によれば彼は事件当夜、妻や親友と共に自宅にいたとされる）。

### パロの書籍
事件から43年後の2003年、事件現場の近くの病院に勤務していたヨルマ・パロ（Jorma Palo）が、この事件に関する書籍を発行する。事件のあった日、彼は非常に怪しい男の治療にあたったという。この男はドイツ出身のハンス・アスマン（Hans Assmann）という人物で、KGBの諜報員だった。パロは、アスマンが真犯人だったが、彼がKGB諜報員だったために外交的理由によって彼には徹底した捜査が行われず揉み消されたと主張した。しかし、警察はこれを否定し、アスマンにはアリバイがあったと主張した。

### グスタフソンの逮捕
事件から約45年後の2004年3月下旬、唯一の生存者であるグスタフソンが殺害容疑で逮捕された。
2005年前半にフィンランド国家捜査局は、血液染みの新しい鑑識法によって事件は解決したと宣言した。公式発表によると、グスタフソンは新しいガールフレンドであるビョルクルントに対する嫉妬から犯行に至ったとされる。事実として、ビョルクルントは致命打を浴びた後も執拗にナイフで刺され、被害者の中でも損傷が激しかった。一方、他の2名はそういった形跡が一切なく、グスタフソンが負った傷もさほど大きくなかったと指摘された。
検察は無期懲役でグスタフソンを起訴し、2005年8月4日に裁判が始まった。検察は、古い証拠をDNA捜査などの現代の捜査手法によって再調査し、これによってグスタフソンが犯人であると主張した。弁護人は、犯人は部外者であり、グスタフソンの負傷の程度を考えれば3人を殺害することは不可能であったと主張した。同年10月7日、グスタフソンに対する全ての嫌疑は取り下げられた。
彼の無罪が確定し、フィンランドは彼に再拘留期間から算定した44,900ユーロ（日本円で約530万円）の補償金を支払った。

## 文化的な影響
フィンランド出身のメタルバンド、チルドレン・オブ・ボドムの名前の由来は、この事件からである。エスポー出身でもあるバンドメンバーはバンド名を決めるために地元の電話帳から良い名前を探し、そこで偶然ボドム湖を発見した。その名前のインパクトと、過去の出来事は彼らの興味をそそった。